# Tatyana Trapeznikova
Tatjana Aleksandrovna Trapeznikova (Russisch: Татьяна Александровна Трапезникова) (Oefa, 3 december 1973) is een Russisch langebaanschaatsster. 
Trapeznikova nam driemaal deel aan het schaatsen op de Olympische Winterspelen, in 1994, 1998 en 2004.

## Records

### Persoonlijke records[2]
| Afstand    | Tijd    | Datum            | Baan            |
| ---------- | ------- | ---------------- | --------------- |
| 500 meter  | 40,36   | 26 januari 2002  | Calgary         |
| 1000 meter | 1.23,47 | 23 december 1998 | Jekaterinenburg |
| 1500 meter | 1.58,43 | 27 januari 2002  | Calgary         |
| 3000 meter | 4.08,49 | 10 februari 2002 | Salt Lake City  |
| 5000 meter | 7.20,19 | 15 maart 1998    | Heerenveen      |